# 南泰利耶市镇
南泰利耶市镇（瑞典語：Södertälje kommun）是瑞典中东部斯德哥尔摩省的一个市镇。其治所位于南泰利耶城。南泰利耶市镇北接梅拉伦湖，南临波罗的海。